# Bembidion particeps
Bembidion particeps är en skalbaggsart som beskrevs av Thomas Casey. Bembidion particeps ingår i släktet Bembidion och familjen jordlöpare. Inga underarter finns listade i Catalogue of Life.